# Великосельский сельсовет (Брестская область)
Великосельский сельсовет — административная единица на территории Пружанского района Брестской области Беларуси.

## Состав
Великосельский сельсовет включает 13 населённых пунктов:
- Бакуны — деревня.
- Великое Село — агрогородок.
- Залесье — деревня.
- Заречье — деревня.
- Лихосельцы — деревня.
- Лозовка — деревня.
- Обруб — деревня.
- Передельск — деревня.
- Радецк — деревня.
- Староволя — агрогородок.
- Юзефин — деревня.
- Юхновичи — деревня.
- Ялово — деревня.